# Zdenko Nováček
Zdenko Nováček (16. srpna 1923 Plzeň – 14. srpna 1987 Bratislava) byl slovenský a československý hudební teoretik, předseda Svazu československých skladatelů, politik Komunistické strany Slovenska a poslanec Sněmovny národů Federálního shromáždění za normalizace.

## Biografie
Vystudoval pražskou konzervatoř, pak absolvoval obor hudební věda na Filozofické fakultě Univerzity Karlovy, kde jeho učitelem byl Josef Hutter. Jeho dizertační práce pojednávala o koledních písních v Čechách ve středověku. V roce 1948 pak získal doktorát. Působil jako dirigent pěveckého sboru v Plzni, později komorního orchestru Collegium musicum v Praze. Od roku 1949 působil na Slovensku. Byl vědeckým pracovníkem Slovenské akademie věd a v období let 1951–1956 byl ředitelem Ústavu hudební vědy SAV. Byl také aktivní v bratislavském rozhlase coby vedoucí redaktor pro symfonickou hudbu (později se stal redaktorem hudebního vysílání jako celku). Od roku 1962 až do své smrti roku 1987 zastával post ředitele bratislavské konzervatoře. Kromě toho byl v 70. letech 20. století vedoucím redaktorem časopisu Hudobný život. Byl rovněž činný ve Svazu československých skladatelů coby první místopředseda jeho slovenské organizace, tajemník hudebněvědné sekce a od roku 1982 i předsedou celého federálního Svazu československých skladatelů. Přednášel na Univerzitě Komenského v Bratislavě kde vyučoval obory hudební estetika, dějiny české hudby a dějiny sovětské hudby. Zasedal v operní komisi Divadelní žatvy v letech 1952–1955, v poradním sboru Slovenského ľudového umeleckého kolektívu (v letech 1952–1954) nebo v redakční radě časopisu Slovenská hudba (v letech 1959–1963). Publikoval v tuzemských i zahraničních odborných periodikách. Podílel se na německých muzikologických slovnících Die Musik in Geschichte und Gegenwart a Riemann Musiklexikon. Analogicky spolupracoval na Československém hudebním slovníku osob a institucí. Napsal knihy zaměřené na hudební teorii a estetiku.
Angažoval se i politicky. Ve volbách roku 1976 zasedl do slovenské části Sněmovny národů (volební obvod č. 105 - Piešťany, Západoslovenský kraj). Mandát obhájil ve volbách roku 1981 (obvod Piešťany) a volbách roku 1986 (obvod Piešťany). Ve Federálním shromáždění setrval do své smrti roku 1987.